# لبلوح
لبلوح (عربی: لبلوح، آوانگاری: lə-blūḥ؛ ‏انگلیسی: Leblouh) به غذا خوراندن اجباری دختران ۵ تا ۱۹ ساله در جوامعی گفته می‌شود که در آنها پرواری و تپل بودن دختران به‌طور سنتی دلپذیر و مطلوب بوده‌است. این رسم به‌ویژه در مناطق روستایی و دورافتاده شیوع بیشتری دارد و ریشه در سنت‌های قوم طوارق دارد. دلیل انجام چنین عملی، افزایش احتمال ازدواج در جامعه‌ای است که جثه درشت، نشانه ای از غنا و تمول محسوب می‌شد.
این عمل در چندین کشور آفریقایی مانند موریتانی، نیجر، اوگاندا، سودان تونس (به ویژه در میان یهودیان آن)، نیجریه، کنیا و آفریقای جنوبی رخ می‌دهد.
انجام این عمل به قرن یازدهم بازمی‌گردد و گزارش شده‌است که پس از حکومت نظامی در موریتانی در سال ۲۰۰۸، شیوع قابل توجهی در این کشور یافته‌است. امروزه نسل‌های جوان‌تر پسران در موریتانی، دیدگاهی منفی به چاق شدن دارند.

## شرح
زنان مسن‌تر که به آنان «پروارکننده» گفته می‌شوند، دختران جوان را مجبور می‌کنند تا مقادیر زیادی غذا و مایعات مصرف کنند و در صورت نخوردن و ننوشیدن، تنبیه‌های دردناکی را به آنها تحمیل می‌کنند. یکی از راه‌های ایجاد درد این است که یک اندام را بین دو چوب فشار دهید. یک کودک شش ساله معمولاً مجبور می‌شود هر روز ۲۰ لیتر (۴٫۴ گالون امپریال، ۵٫۳ گالون آمریکا) شیر شتر بنوشد و دو کیلو ارزن کوبیده مخلوط با دو فنجان کره بخورد. اگرچه این عمل سوءاستفاده محسوب می‌شوند، اما مادران این کودکان مدعی هستند که هیچ چارهٔ دیگری جز این برای تضمین آینده روشن برای فرزندانشان وجود ندارد.
رویه مشابهی در داستان عامیانه ای با عنوان «لاک پشتی با یک دختر زیبا» که در «داستان‌های فولکلور جنوب نیجریه» (۱۹۱۰) گردآوری شده‌است، ذکر شده‌است. فولکلورشناسی که این داستان را نوشته‌است، دربارهٔ رفتار با دختر زیبا چنین نوشت: «سرایِ پروارسازی، اتاقی است که دختری را چند هفته قبل از ازدواج در آن نگه می‌دارند، به او غذای فراوان می‌دهند و تا حد امکان چاق می‌کنند؛ چرا که قوم افیک و قوم باهومونو چاقی را نوعی زیبایی شگرف می‌دانستند.»

## لبلوح در موریتانی
لبلوح در موریتانی (که اغلب از واژه فرانسوی «گاواژ» برای اشاره به آن استفاده می‌شود)  کاملاً منحصر به فرد است و شامل یک فرایند اغلب چند ماهه است که طی آن دختران موریتانی مجبور می‌شوند چندین گالن شیر، کوسکوس، روغن بادام زمینی و چندین فنجان چربی خالص حیوانی را ببلعند. آمار موجود حاکی از آن است که دختران موریتانیایی که تحت فرایند لبلوح قرار می‌گیرند، چهار برابر بیشتر از یک مرد بالغ بدنساز که به‌طور متوسط روزانه ۴٬۰۰۰ کالری مصرف می‌کند، کالری دریافت می‌کنند. در ماه‌هایی که فرایند لبلوح انجام می‌شود، کودک یا دختر جوانی که چاق می‌شود به‌طور متوسط روزانه ۱۴٬۰۰۰ تا ۱۶٬۰۰۰ کالری مصرف می‌کند، در حالی که رژیم غذایی توصیه شده برای یک دختر ۱۲ سالهٔ سالم تنها ۱٬۵۰۰ کالری است. دختران کوچک اغلب از حدود سن ۶ یا ۷ سالگی چاق می‌شوند و با استفاده از تکنیک‌هایی که سبب ایجاد درجات متفاوتی از اضطراب روحی و جسمی می‌شود، مجبور به انجام چنین کاری می‌گردند. اگر دختران جوان از مصرف متوسط ۲۰ لیتر شیر در روز خودداری کنند، انگشتان پاهایشان تحت فشار قرار می‌گیرند که شامل خرد کردن انگشتان پا با استفاده از ابزاری چوبی، نیشگون گرفتن یا حتی ضربه‌زدن می‌شود. مطابق برخی منابع، رایج‌ترین دلیلی که خانواده‌ها برای انجام لبلوح بر روی دختر خردسال خود بیان می‌کنند، اطمینان از امنیت مالی و چشم‌انداز خوب ازدواج در آینده است.
گاواژ در مناطق فقیرتر و کم امکانات موریتانی بسیار رایج‌تر است. این مناطق در نواحی دورافتاده و روستایی این کشور در صحرای بزرگ آفریقا، مناطق روستایی در امتداد رود سنگال در ساحل صحرا، و همچنین مناطق شهری در امتداد ساحل است. در این مناطق، خانواده‌ها انگیزه بیشتری برای تغذیه دختران خود در تلاش برای جذب خواستگاران ثروتمند دارند. با این حال، به نظر نمی‌رسد که دختران گاواژشده در آینده دارای ثروت یا دسترسی به امکانات بیشتری نسبت به همتایان غیر گاواژشده خود باشند.
عمل چاق کردن دختران در موریتانی با پیامدهای جسمی و روانی فوق‌العاده زیان آور همراه است. لبلوح با کاهش قابل توجه تحرک و ایجاد بیماری‌های قلبی عروقی مرتبط است. استفاده از قرص‌های استروئیدی برای افزایش وزن در سراسر این کشور به‌طور گسترده گزارش شده‌است. تناوب فزاینده خشکسالی‌ها همچنین باعث کمبود گاو، شتر، محصول و غلات مورد استفاده برای تغذیه خانواده‌ها و/یا دختران چاق شده‌است. در نتیجه بسیاری از خانواده‌ها مجبور به فروش دام‌های خود شده‌اند، زیرا توانایی تأمین غذای خود را ندارند. در نتیجه بسیاری از زنان و دختران جوان برای افزایش وزن به دام‌های ارائه‌شده در بازار سیاه و استروئیدهای فوق‌العاده خطرناک حیوانی به‌دست‌آمده از پرندگان روی آورده‌اند. افزایش سطح فقر در برخی مناطق کشور باعث شده‌است که برخی از زنان و دختران متوجه شوند که آنتی هیستامین‌ها که به‌طور سنتی برای درمان تب یونجه استفاده می‌شود، اشتهاآور هستند. در حالی که این محصولات بالقوه خطرناک هستند، بسیار در دسترس هستند و می‌توان آنها را بدون نسخه خریداری کرد. زنانی که تحت لبلوح قرار گرفته‌اند، نسبت به سایر همتایان خود، بیشتر در معرض خطر رابطه جنسی زودرس و حاملگی و بچه دارشدن سریع‌تر هستند. گاواژ همچنین ممکن است زنان را در معرض خطر جدی برای پیامدهای بد زایمان، اچ‌آی‌وی/ایدز و سایر مسائل بهداشتی قرار دهد، فراتر از تأثیر بی‌ام‌آی زیاد که خود یک خطر برای تندرستی است. همچنین، به نظر می‌رسد ارتباط قوی بین گاواژ و بارداری زودرس وجود دارد، زیرا بارداری زودرس در بین زنان جوان فقیر شایع‌تر است.

### خاستگاه لبلوح و رواج مجدد
تعیین دقیق خاستگاه تغذیه اجباری در موریتانی دشوار است. با این حال، برخی از مورخان بر این باورند که این عمل قرن‌ها قدمت دارد و به زمانی برمی‌گردد که اکثر موریتانی‌ها (موریتانی‌های سفیدپوست، اعراب و بربرها) چادرنشین بودند. در این جامعه عشایری، چاقی نشانه زیبایی در زنان محسوب می‌شد و همسران مردان ثروتمند اغلب کار نمی‌کردند و در چادر می‌نشستند، در حالی که بردگان سیاه کاهای سختی را که ضرورت زندگی در بیابان بود، انجام می‌دادند. موریتانی جامعه‌ای است که حتی امروزه نیز توسط دو جمعیت مجزا اداره می‌شود: مورهای با پوست روشن و آفریقایی‌های تیره‌پوست که از تبار آفریقایی‌های جنوب صحرا هستند. موریتانیایی‌هایی که خود را عرب می‌دانند، در مقایسه با گروه‌های اقلیت دیگر در این کشور، همچنان بالاترین نرخ لبلوح را در موریتانی دارند.
اما قرن بیست و یکم سده ای است که در آن هم رواج مجدد لبلوح اتفاق افتاده و هم‌زمانی برای اصلاحات بوده‌است. در سال ۲۰۰۵، رئیس گارد ریاست جمهوری ولد طایع، اعلی ولد محمد فال، کودتا را با وعده برگزاری انتخابات آزاد و عادلانه در سال ۲۰۰۶ رهبری کرد. در سال ۲۰۰۶ و ۲۰۰۷، انتخابات دموکراتیک، آزاد و شفاف برای اولین بار در موریتانی برگزار شد. پس از تنها دو سال دموکراسی و یک دوره بحران جدی بنیادین، با چندین تغییر در دولت و ارائه طرح سانسور توسط گروهی از نمایندگان، ژنرال محمد ولد عبدالعزیز پس از یک کودتای سیاسی جدید در سال ۲۰۰۸ قدرت را به‌زور به دست گرفت. این کودتا در اوت ۲۰۰۸ رخ داد و دولت دموکراتیک متعاقباً با حکومت نظامی جایگزین شد که طرفدار آنچه آنها «بازگشت به سنت» می‌نامیدند، بودند. انتخابات ژوئیه ۲۰۰۹ به حکومت نظامی اجازه داد تا کنترل دولت را در دست داشته باشد. پس از این انتخابات، با وجود ادعاهایی مبنی بر تقلب گسترده در آرا، چندین مصوبه با تمرکز بر قانوی کردن برخی قوانین سنتی به تصویب شد. «مینت إلی»، یک فعال حقوق زنان، توضیح می‌دهد: «ما یک وزارت امور زنان داشتیم… ما دیپلمات‌ها و فرمانداران زن داشتیم. ارتش ما را چندین دهه عقب انداخت و ما را به نقش‌های سنتی خود بازگرداند. ما دیگر حتی. وزارتخانه ای که به صحبت‌هایمان گوش دهد، نداریم.»
ارقام دولتی مربوط به قبل از کودتای ۲۰۰۸ نشان می‌دهد که لبلوح در ۵۰ تا ۶۰ درصد از زنان در مناطق روستایی و ۲۰ تا ۳۰ درصد از زنان در مناطق شهری رخ داده‌است. پس از کودتا، افراد حرفه‌ای در خورانیدن اجباری تخمین می‌زنند که تقریباً ۸۰ درصد از زنان در سراسر کشور تحت برخی از اشکال لبلوح قرار گرفته‌اند.

### نگرش نسبت به لبلوح در موریتانی و خارج از آن
برای تعیین نگرش مردان و زنان در رابطه با ادامه انجام لبلوح و بریدن آلت زنانه از داده‌های سال ۲۰۰۰–۲۰۰۱ «برنامهٔ بررسی‌های جمعیت‌شناختی و سلامت» آی‌سی‌اف اینترنشنال در موریتانی استفاده شد. تجزیه و تحلیل آمار نشان داد که اکثریت پاسخ دهندگان زن و مرد طرفدار ادامهٔ این عمل هستند (به ترتیب ۶۴٪ و ۷۰٪). همچنین مشخص شد که تقریباً یک چهارم (۲۳٪) از زنان گزارش داده‌اند که در کودکی به اجبار تغذیه شده‌اند و ۳۲٪ از زنان و ۲۹٪ از مردان ادامه این عمل را تأیید کرده‌اند. در حالی که شیوع لبلوح به‌وضوح بسیار زیاد است، هرگونه صدمه زدن به آلت تناسلی کودک (از جمله آسیب‌های ناشی از عمل تغذیه اجباری و بریدن آلت زنانه) تحت قانون کیفری حمایت از کودک در موریتانی غیرقانونی است. مجازات‌ها از ۱ تا ۳ سال حبس و جریمه‌های نقدی سنگین متغیر است. با این حال، قانون به‌طور اخص از ختنهٔ دختران یا لبلوح به عنوان اقدامات غیرقانونی که به کودکان خردسال آسیب می‌زنند، یاد نکرده‌است.
با این حال، به نظر می‌رسد که نگرش‌ها در موریتانی با تأثیرات جهانی، همانند مدهای غربی، موسیقی پاپ نیجریه و برنامه‌های تلویزیونی فرانسوی که درک عموم را اندازه بدن و زیبایی زنان را دگرگون کرده، در حال تغییر است. موسیقی لبنان در سراسر خاورمیانه بسیار محبوب است و امروزه مردان موریتانیایی در حال مقایسه زنان موریتانیایی با خوانندگان محبوب لبنانی هستند که نشان می‌دهد ممکن است نگرش‌ها در کشور حتی در بین مردان نیز در حال تغییر باشد.
سازمان‌های بین‌المللی و سازمان‌های مردم‌نهاد نیز به‌طور فزاینده‌ای به آنچه که بدان به عنوان یک عمل فرهنگی ناروال و سوءاستفاده‌آمیز پرداخته می‌شود، علاقه‌مند شده‌اند. این تفکر که آداب و رسوم سنتی پروارسازی زنان اکنون به سمتی رفته که زنان جوان به‌طور معمول به مصرف هورمون‌های رشد حیوانی و استروئیدها روی آورده‌اند، توجه سازمان‌هایی مانند Equality Now را به خود جلب کرده‌است. بینش و استنباط غربی‌ها آن است که لبلوح نوعی انقیاد غیرانسانی است که باید با ختنه جنسی و قاچاق جنسی به عنوان نقض حقوق بشر در نظر گرفته شود. موریتانی اکنون مورد هدف گروه‌های بین‌المللی حقوق زنان است که به دنبال پایان دادن به این عمل هستند و لبلوح در موریتانی به موضوع مقالات و مستندهای معاصر تبدیل شده‌است که دریچه‌ای کنجکاوانه را به روی عملی بازکرده که کاملاً در تضاد با تفکرات کنونی غرب در مورد غذا و بدن است.

## نگارخانه

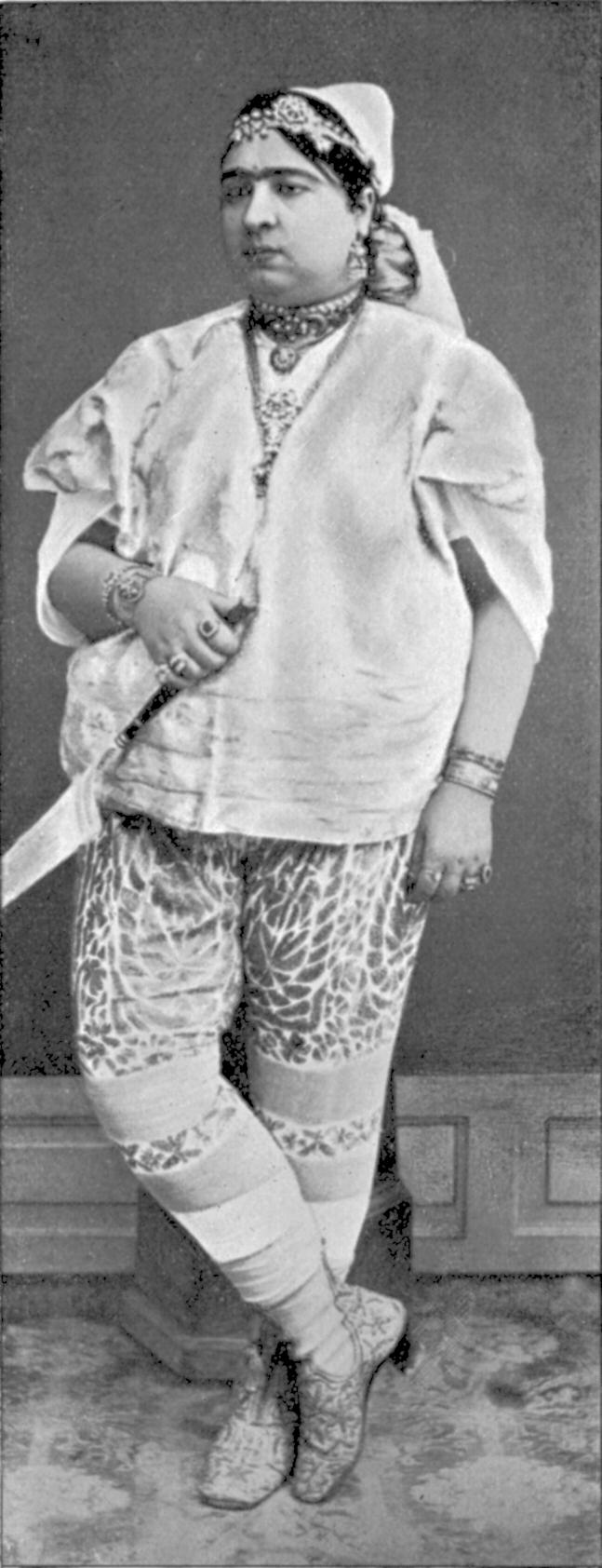
زن تونسی یهودی، حوالی سال ۱۹۰۰.
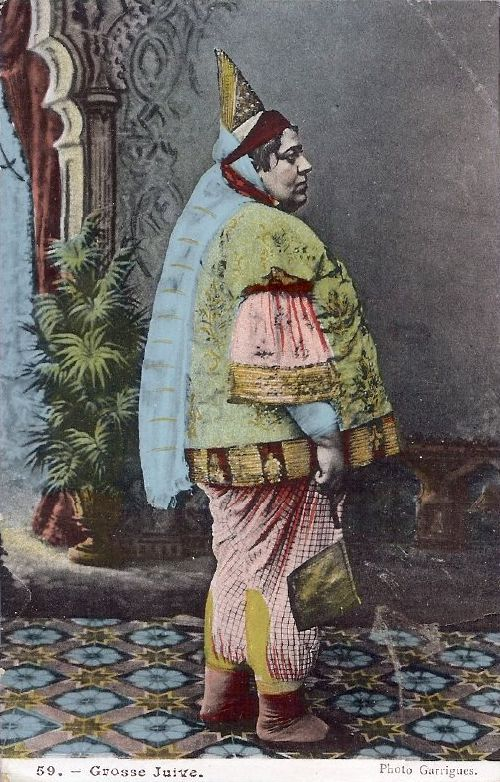
زنی یهودی اهل گاریگ در جزیرهٔ جربه.
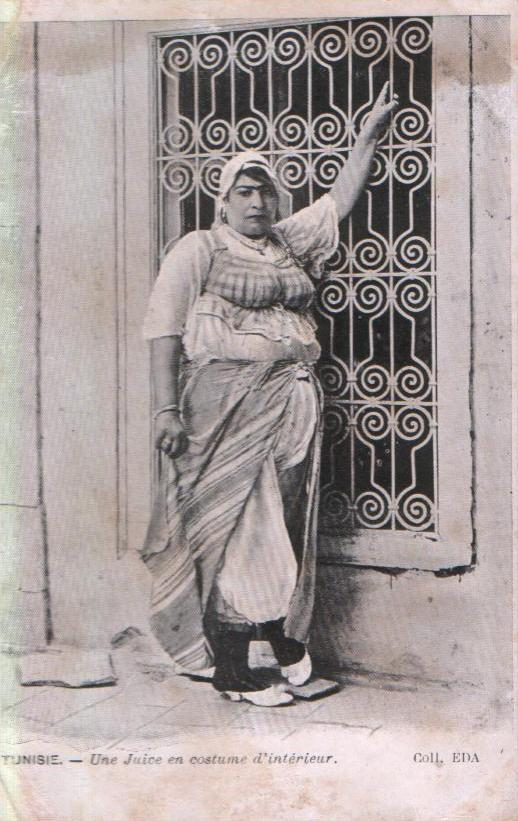
زن تونسی یهودی در دههٔ ۱۹۱۰ میلادی.
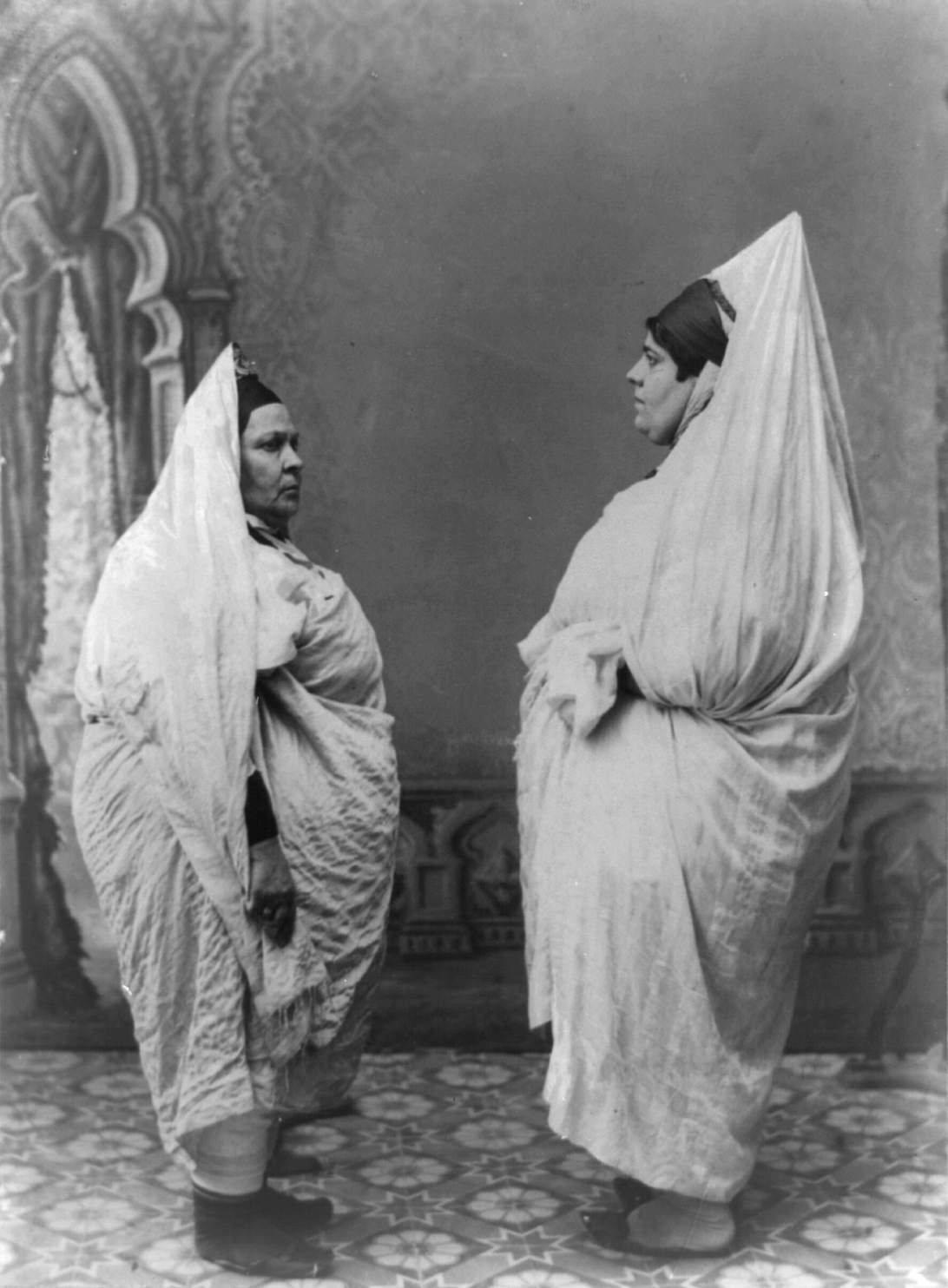
زن تونسی یهودی. حوالی ۱۹۱۰